# Tveitevåg
Tveitevåg este o localitate din comuna Askøy, provincia Hordaland, Norvegia.